# William Aiken Jr.
William Aiken Jr. (Charleston, 28 de enero de 1806-Flat Rock, 6 de septiembre de 1887) fue un político estadounidense. Se desempeñó como el 61° gobernador de Carolina del Sur, sirviendo desde 1844 hasta 1846. También se desempeñó en la legislatura estatal y en la Cámara de Representantes de los Estados Unidos, y se postuló sin éxito para presidente de la Cámara en 1856 en "la elección de presidente más larga y polémica en la historia de la Cámara".
Aiken era uno de los ciudadanos más ricos del estado y propietario de esclavos. Era dueño de una de las plantaciones de arroz más grandes del estado, la isla de Jehossee, con más de 700 negros esclavizados en 1500 acres bajo cultivo, casi el doble de la superficie de la siguiente plantación más grande. En 1860, Aiken era dueño de toda la isla de Jehossee y la plantación producía 1,5 millones de libras de arroz además de camotes y maíz. Tras la Guerra de Secesión, la plantación recuperó su protagonismo, produciendo 1,2 millones de kilos de arroz. Hoy en día, los descendientes de la familia Aiken, los Maybank, aún son dueños de parte de la isla, habiendo vendido el resto en 1992 al gobierno de Estados Unidos como parte del Refugio Nacional de Vida Silvestre ACE Basin.

## Primeros años

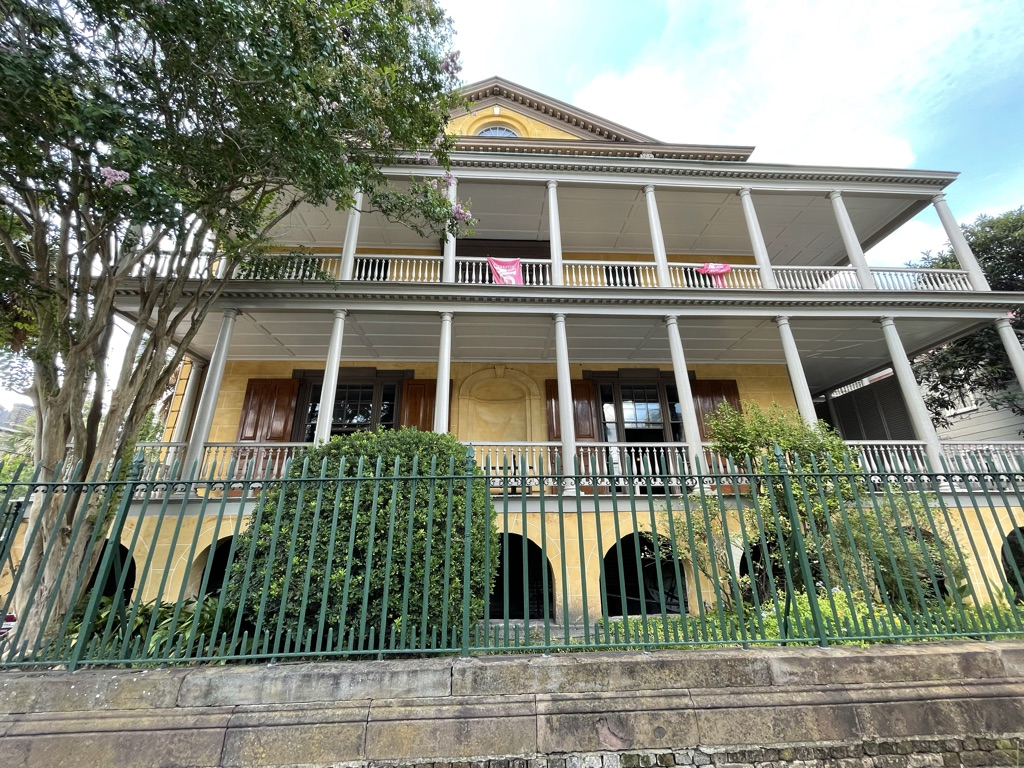
Casa Aiken-Rhett en 2022.

Aiken era hijo de Henrietta Wyatt y William Aiken, este último un inmigrante norirlandés que fue el primer presidente de la pionera Compañía del Canal y del Ferrocarril de Carolina del Sur. Su padre murió en un accidente de carruaje en Charleston y nunca vio su ciudad homónima, Aiken, Carolina del Sur. Aiken Jr. se graduó de College of South Carolina (ahora la Universidad de Carolina del Sur) en Columbia en 1825 y se dedicó a la agricultura como plantador, ingresando a la política en 1837.

## Carrera
Fue miembro de la Cámara de Representantes de Carolina del Sur de 1838 a 1842 y sirvió en el Senado de Carolina del Sur de 1842 a 1844. Su mandato como gobernador se extendió desde 1844 hasta 1846. Después de su servicio como gobernador, Aiken se desempeñó en la Cámara de Representantes de los Estados Unidos para el 32º Congreso, y regresó a los 33º y 34 º Congresos, del 4 de marzo de 1851 al 3 de marzo de 1857. En diciembre de 1855, Aiken era uno de los principales candidatos a presidente de la Cámara de Representantes.
Después de dos meses y 133 papeletas, Aiken perdió la carrera ante Nathaniel P. Banks por 103 a 100 votos, en lo que se ha denominado "la elección de presidente más larga y polémica en la historia de la Cámara". En 1866 fue elegido para representar a su distrito en el 40.º Congreso, mientras el estado estaba bajo un gobernador provisional, y no se sentó.

## Vida personal

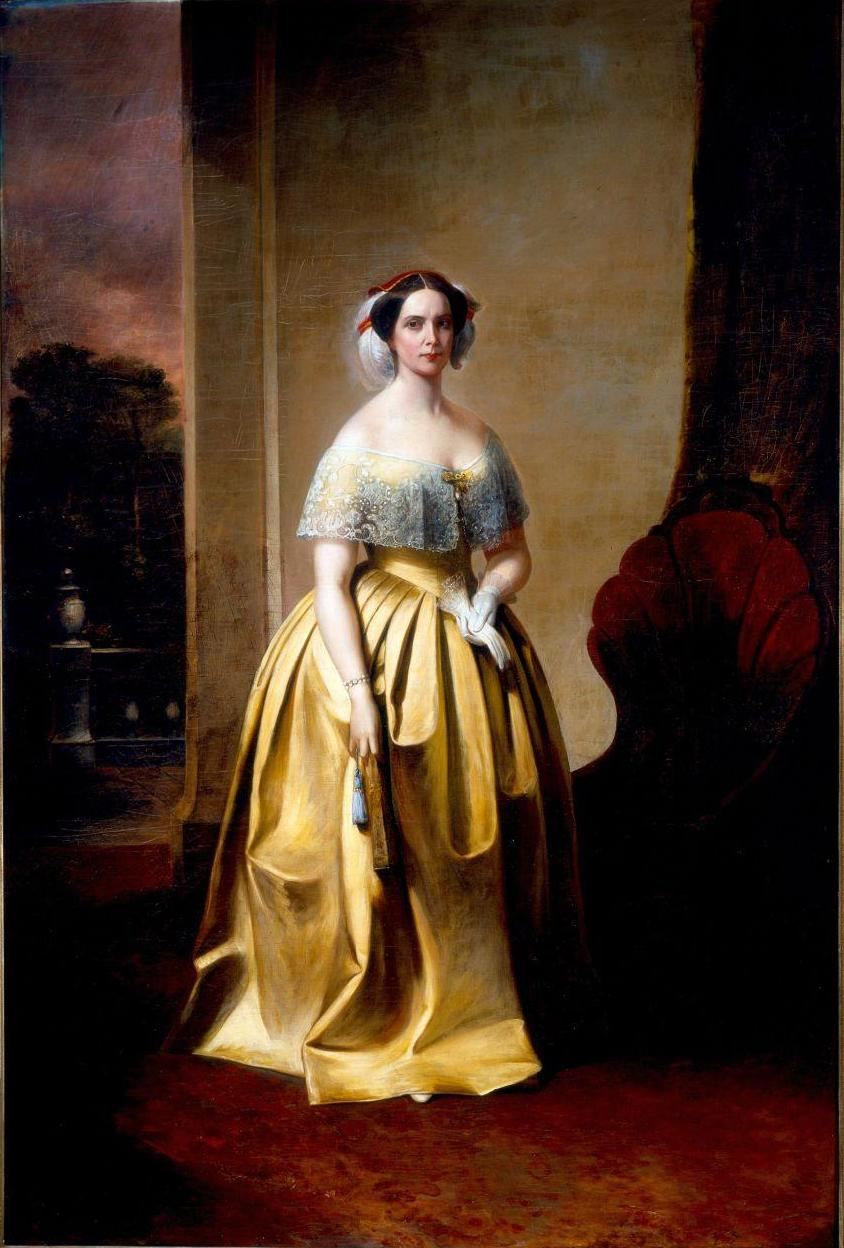
Harriet Lowndes Aiken

En 1831, Aiken se casó con Harriet Lowndes Aiken (1812–1892) y tuvo una hija con ella llamada Henrietta Aiken Rhett (1836–1918).
Tras la decisión de Dred Scott, Aiken comenzó a viajar a lugares más templados del norte en el verano con algunos de sus esclavos y se convirtió en uno de los primeros patrocinadores de la Universidad de Minnesota, prestándole unos $28 000 (aproximadamente $750 000 en términos de 2016).
A lo largo de la Guerra de Secesión fue un unionista leal, aunque sus amigos eran casi todos secesionistas.
Era un exitoso empresario y plantador y vivía en Charleston, Carolina del Sur. El primo hermano de Aiken, D. Wyatt Aiken, se desempeñó como oficial del Ejército de los Estados Confederados y congresista estadounidense durante cinco mandatos. Falleció en Flat Rock, Carolina del Norte, el 6 de septiembre de 1887 y fue enterrado en el cementerio Magnolia en Charleston, Carolina del Sur. Su casa, la Casa Aiken-Rhett, es parte de la Fundación Histórica de Charleston.